# Hartley Burr Alexander
Hartley Burr Alexander (* 9. April 1873 in Lincoln/Nebraska; † 27. Juli 1939 in Claremont/Kalifornien) war ein US-amerikanischer Schriftsteller, Philosoph und Ethnologe.
Hartley Burr Alexander studierte an der University of Nebraska und der University of Pennsylvania und erhielt 1901 den Grad eines Doktors der Philosophie an der Columbia University. Anschließend arbeitete er in Boston als Autor und Herausgeber des Webster’s Dictionary. Von 1908 bis 1927 unterrichtete er Philosophie an der University of Nebraska. 1919 war er Präsident der American Philosophical Association.
Er veröffentlichte in dieser Zeit Artikel, Kommentare und Gedichte in verschiedenen Zeitungen und mehrere Bücher über indianische Mythologie und ihre Symbolik. 1922 beauftragte ihn der Architekt Bertram Goodhue mit dem Entwurf eines mythologischen Programms für die Inschriften, Plastiken und Mosaike am Nebraska State Capitol Building. Nach dem Erfolg der Zusammenarbeit erhielt Alexander ähnliche Aufträge auch für das Joslyn Art Museum in Omaha, die Los Angeles Public Library, das Oregon State Capitol Building und das Rockefeller Center in New York.
Von 1927 bis zu seinem Tod unterrichtete Alexander Philosophie am Scripps College in  Claremont/Kalifornien. 1939, einen Monat vor seinem Tod, verlieh ihm die University of Nebraska einen Ehrendoktortitel für Literatur. 1988 erhielt er einen Platz in der Nebraska Hall of Fame.